# The Best – Cywilizacja
The Best – Cywilizacja – kompilacyjny album Kapitana Nemo, wydany w 2005 roku, nakładem wydawnictwa MTJ.

## Lista utworów
Źródło:.
1. „Twoja Lorelei” – 4:01
2. „Słodkie słowo” – 4:42
3. „S.O.S. dla planety” – 3:38
4. „Nikt nie zna cię jak ja” – 4:28
5. „Wideonarkomania” – 4:16
6. „Zimne kino” – 3:47
7. „Kurs tańca” – 5:43
8. „Idę wciąż do ciebie” – 4:25
9. „Kompromitacja” – 3:41
10. „Bar Paradise” – 4:34
11. „Do ciebie wołam” – 3:39
12. „Elektroniczna cywilizacja” – 4:25
13. „To jest kłamstwo” – 3:28
14. „Samotność jest jak bliski brzeg” – 4:44
15. „Nic się nie zmienia” – 4:14
16. „Fabryczna miłość” – 5:51
17. „Po co mówić o tym (to się wie)” – 4:13

## Twórcy
- Bogdan Gajkowski – gitara, instrumenty klawiszowe, śpiew
- Jacek Bojanowski – instrumenty klawiszowe
- Paweł Dąbrowski – kontrabas
- Mieczysław Felecki – gitara basowa, syntezator
- Jerzy Grabowski – instrumenty klawiszowe
- Janusz Grzywacz – instrumenty klawiszowe
- Robert Jakubiec – trąbka
- Marek Kaczmarek – instrumenty klawiszowe
- Krzysztof Kasprzyk – instrumenty klawiszowe
- Jarosław Kędziora – saksofon tenorowy
- Krzysztof Kobyliński – instrumenty klawiszowe
- Adam Kolarz – perkusja
- Dariusz Krawczyk – trąbka
- Adam Lewandowski – perkusja
- Krzysztof Michalak – instrumenty klawiszowe
- Urszula „Wiewiórka” Mogielnicka – śpiew
- Rafał Paczkowski – instrumenty klawiszowe, syntezator
- Piotr Przybył – gitara
- Krzysztof Ścierański – gitara basowa